# Paul Sérusier

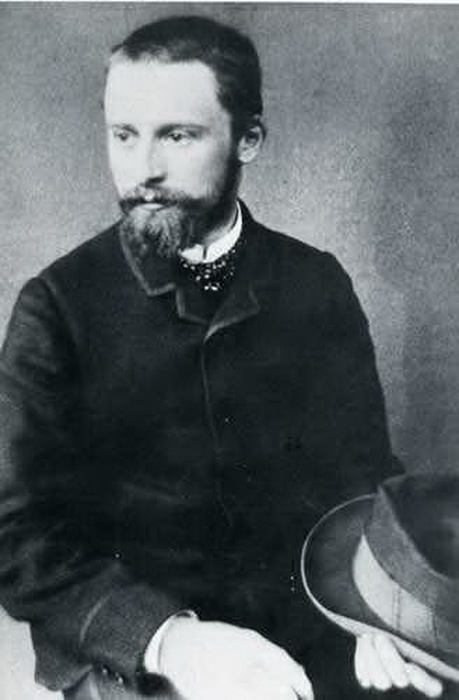
Paul Sérusier, um 1890

Paul Sérusier (* 9. November 1864 in Paris; † 7. Oktober 1927 in Morlaix, Département Finistère) war ein französischer Maler. Als Schüler von Paul Gauguin rief er die symbolistische Künstlergruppe Nabis (hebräisch: Propheten) ins Leben.

## Leben
Sérusier trat nach dem Studium der Philosophie 1886 in die Académie Julian in Paris ein. 1888 besuchte er Gauguin in Pont-Aven. Von dieser Begegnung brachte er ein kleines, von diesem auf den Deckel einer Zigarrenkiste gemaltes Bild, Le Talisman oder Bois d’amour bei Pont Aven, mit, das einen programmatischen Charakter für die Künstlergruppe Schule von Pont-Aven haben sollte.
Später unterrichtete er an der Académie Ranson, wo die britisch-italienische Malerin Daphne Maugham-Casorati zu seinen Schülerinnen gehörte. 1921 veröffentlichte er das Buch ABC der Malerei.

## Bildergalerie

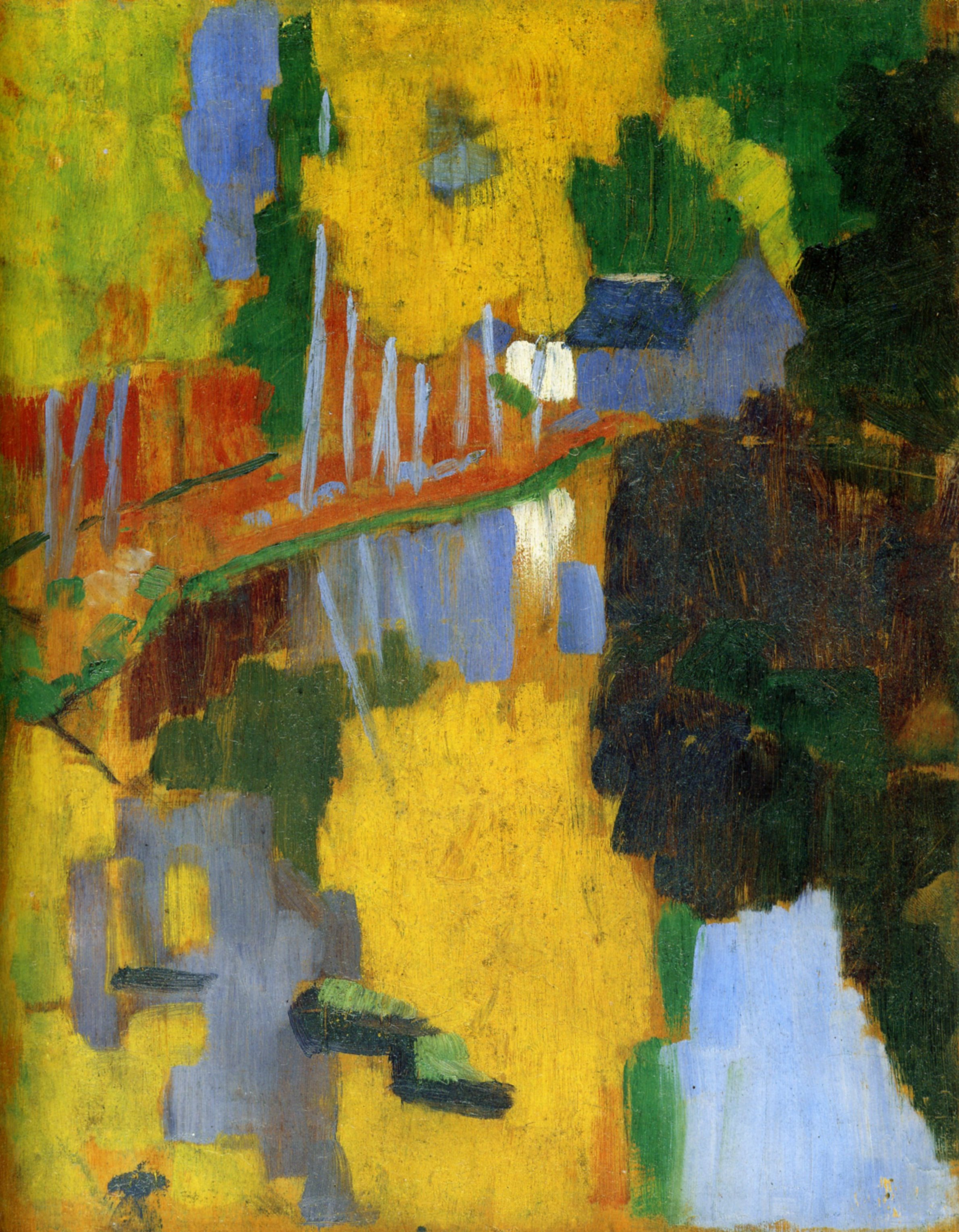
Le Talisman, 1888, Musée d’Orsay, Paris
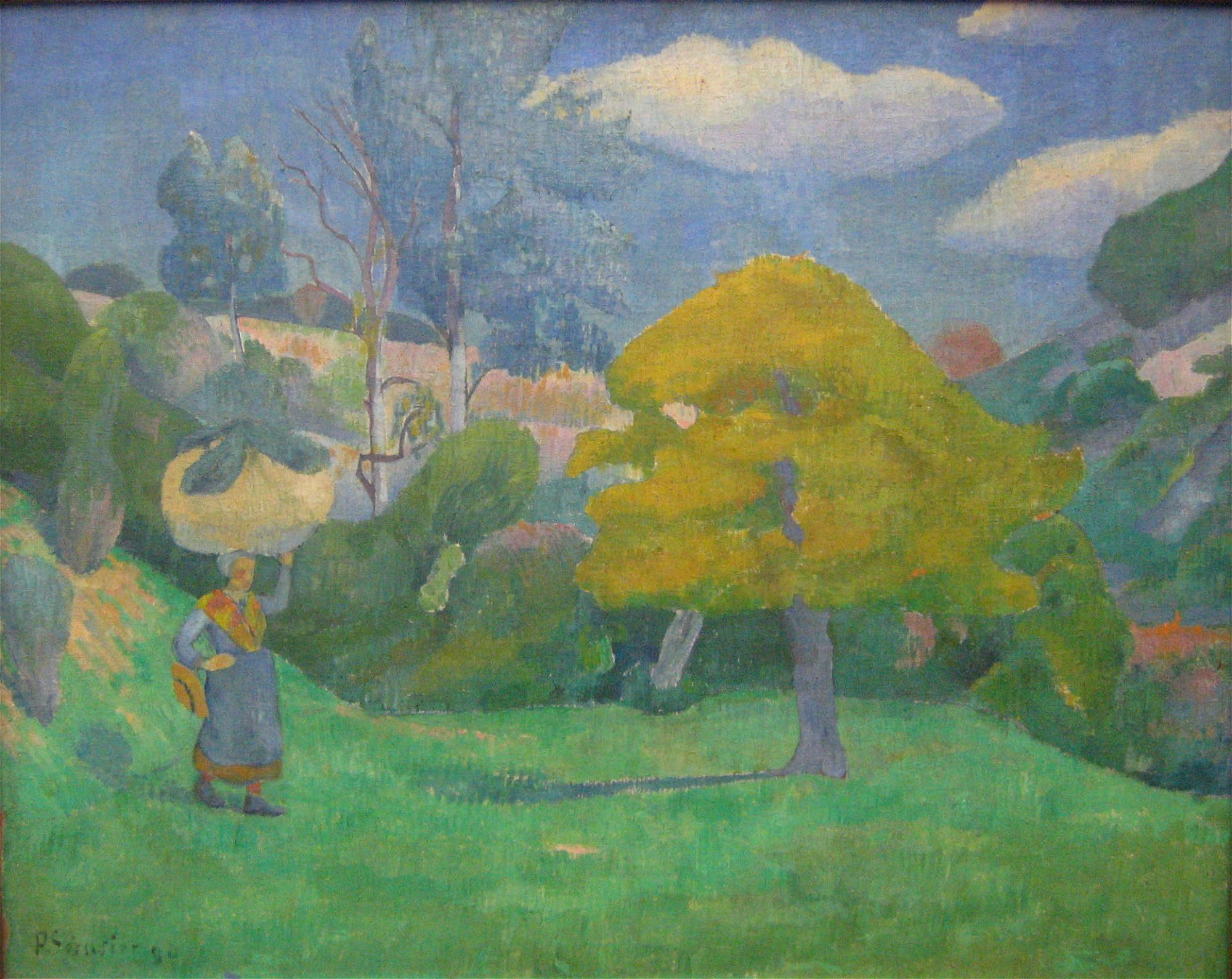
Bretonin auf dem Weg zum Waschplatz, 1890, Neue Pinakothek, München
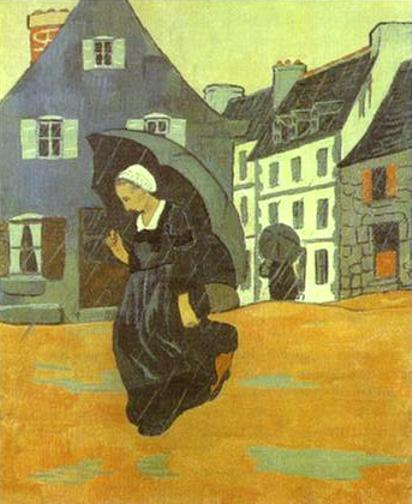
L’averse, 1893
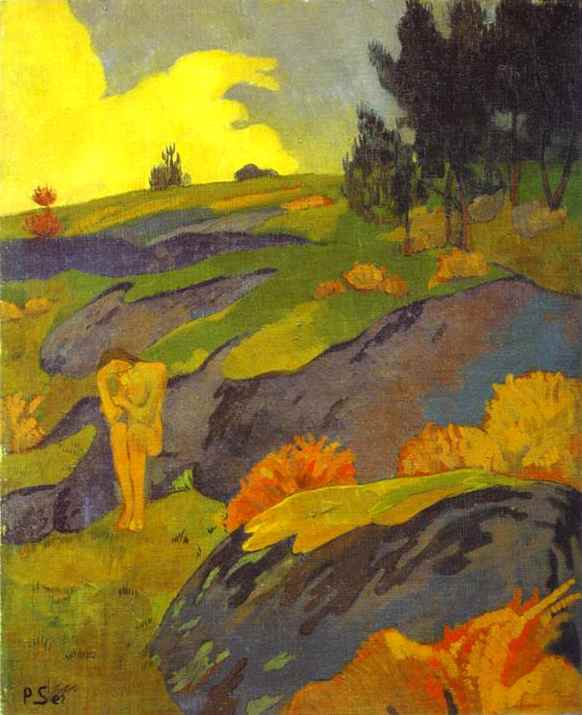
Ève Bretonne ou Mélancolie, 1914
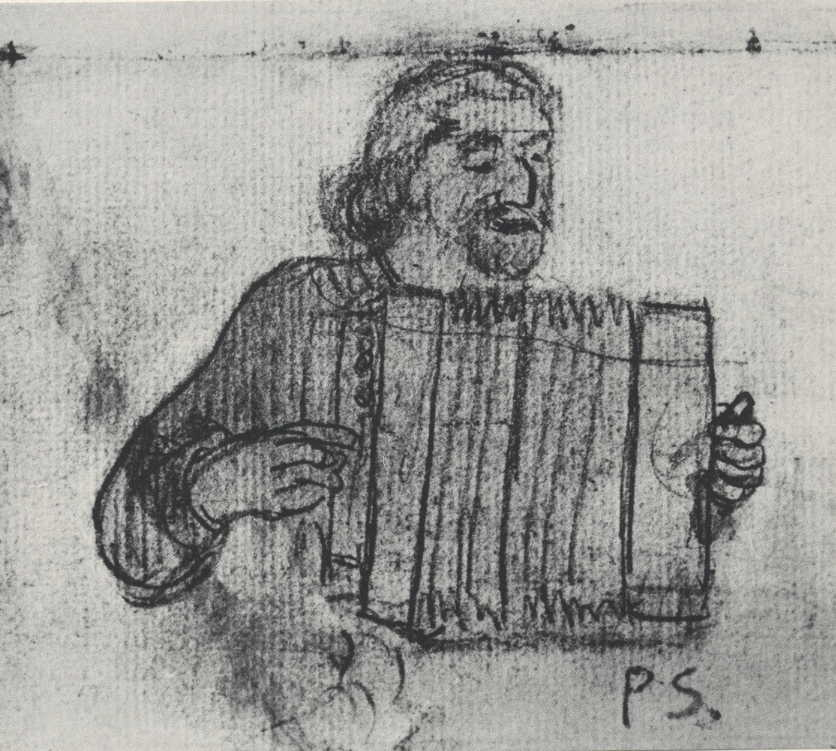
Paul Gauguin, Bretagne, undatiert, Paris, Privatbesitz